# Kukadło
Kukadło [pronunciación en polaco: /kuˈkadwɔ/] (en alemán: Kuckädel) es un pueblo ubicado en el distrito administrativo de Gmina Bobrowice, dentro del Distrito de Krosno Odrzańskie, Voivodato de Lubusz, en Polonia occidental. Se encuentra aproximadamente a 4 kilómetros al sureste de Bobrowice, a 12 kilómetros al sur de Krosno Odrzańskie, y a 27 kilómetros al oeste de Zielona Góra.
Antes de 1945, el área fue parte de Alemania.
El pueblo tiene una población de 46 habitantes.

## Residentes notables
- Georg Wenzeslaus von Knobelsdorff (1699-1753), pintor y arquitecto prusiano.